# Yamaha Power Valve System

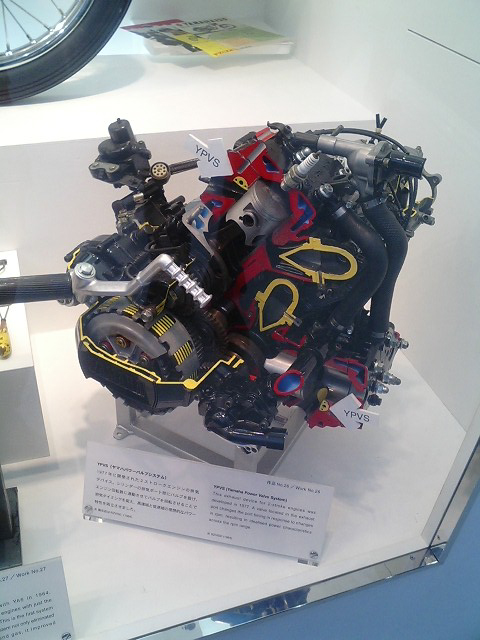
Yamaha Power Valve System

YPVS (Yamaha Power Valve System) is een powervalvesysteem in de uitlaat van Yamaha-tweetakten dat de uitlaattiming met behulp van een draaiende klep (wals), gestuurd door een regeling aanpast aan toerentalveranderingen. Het gevolg is dat het uitlaatpoorthoogte wordt vergroot met het toenemen van het toerental, waardoor meer vermogen in het hoge toerengebied vrijkomt, zonder ten koste te gaan van het vermogen in het middengebied. Later veelal in elektrische uitvoering, en soms uitgevoerd met schuiven in plaats van walsen.
De eerste toepassing was bij 500cc-wegracers in 1977. Soms wel YEPV (Yamaha Exhaust Power Valve) genoemd. Het idee is veelvuldig gekopieerd door andere merken: AEC, ATAC, CTS, HPP, KIPS, RAVE.